# يشير إلى
يشير إلى (بالإنجليزية: Pose)‏ هي مسلسل تلفزيوني درامي أمريكي تم بثه على إف إكس منذ 3 يونيو 2018.

## روابط خارجية
- يشير إلى على موقع IMDb (الإنجليزية)
- يشير إلى على موقع ميتاكريتيك (الإنجليزية)
- يشير إلى على موقع روتن توميتوز (الإنجليزية)
- يشير إلى على موقع نتفليكس (الإنجليزية)
- يشير إلى على موقع كينوبويسك (الروسية)
- يشير إلى على موقع ألو سيني (الفرنسية)
- يشير إلى على موقع قاعدة بيانات الفيلم (الإنجليزية)